# Saint-Ondras
Saint-Ondras ist eine französische Gemeinde mit 661 Einwohnern (Stand: 1. Januar 2022) im Département Isère in der Region Auvergne-Rhône-Alpes; sie gehört administrativ zum Arrondissement La Tour-du-Pin und zum Kanton Le Grand-Lemps. Die Einwohner werden Ondrasiens genannt.

## Geografie
Die Gemeinde Saint-Ondras liegt im Hügelland nordwestlich des Chartreuse-Gebirges am Fluss Bourbre, etwa 34 Kilometer westsüdwestlich von Chambéry. Umgeben wird Saint-Ondras von den Nachbargemeinden Saint-André-le-Gaz im Norden, Les Abrets im Nordosten, Charancieu im Osten, Paladru im Südosten, Valencogne im Süden, Chassignieu im Südwesten sowie Le Passage im Westen.

## Bevölkerungsentwicklung
| Jahr                       | 1962 | 1968 | 1975 | 1982 | 1990 | 1999 | 2006 | 2012 | 2021 |
| -------------------------- | ---- | ---- | ---- | ---- | ---- | ---- | ---- | ---- | ---- |
| Einwohner                  | 360  | 336  | 307  | 362  | 478  | 496  | 558  | 612  | 655  |
| Quellen: Cassini und INSEE |      |      |      |      |      |      |      |      |      |

## Sehenswürdigkeiten
- Kirche Saint-Honoré
- Schloss aus dem 19. Jahrhundert
- Wassermühle Lapérouse aus dem Jahr 1872

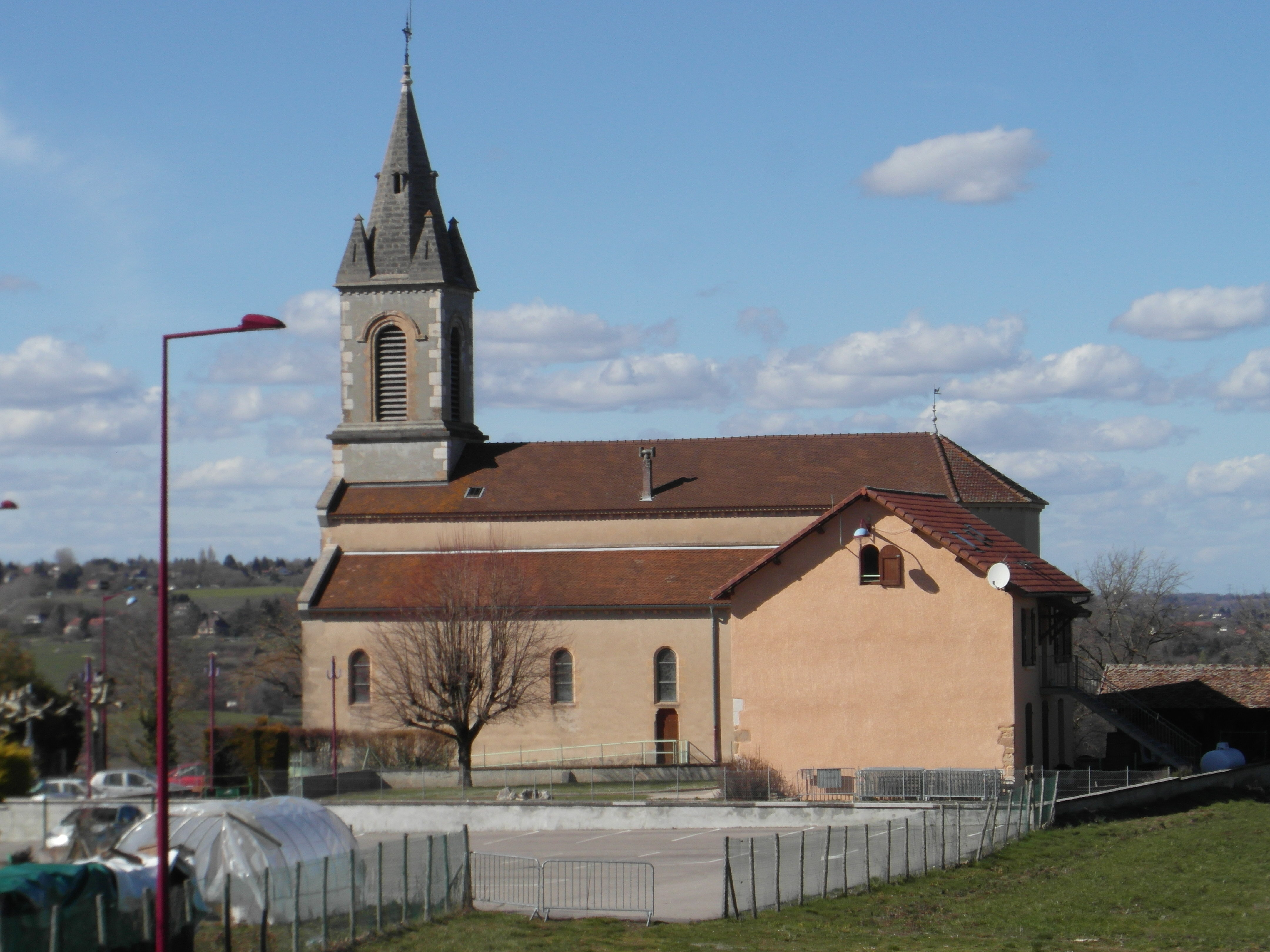
Kirche Saint-Honoré
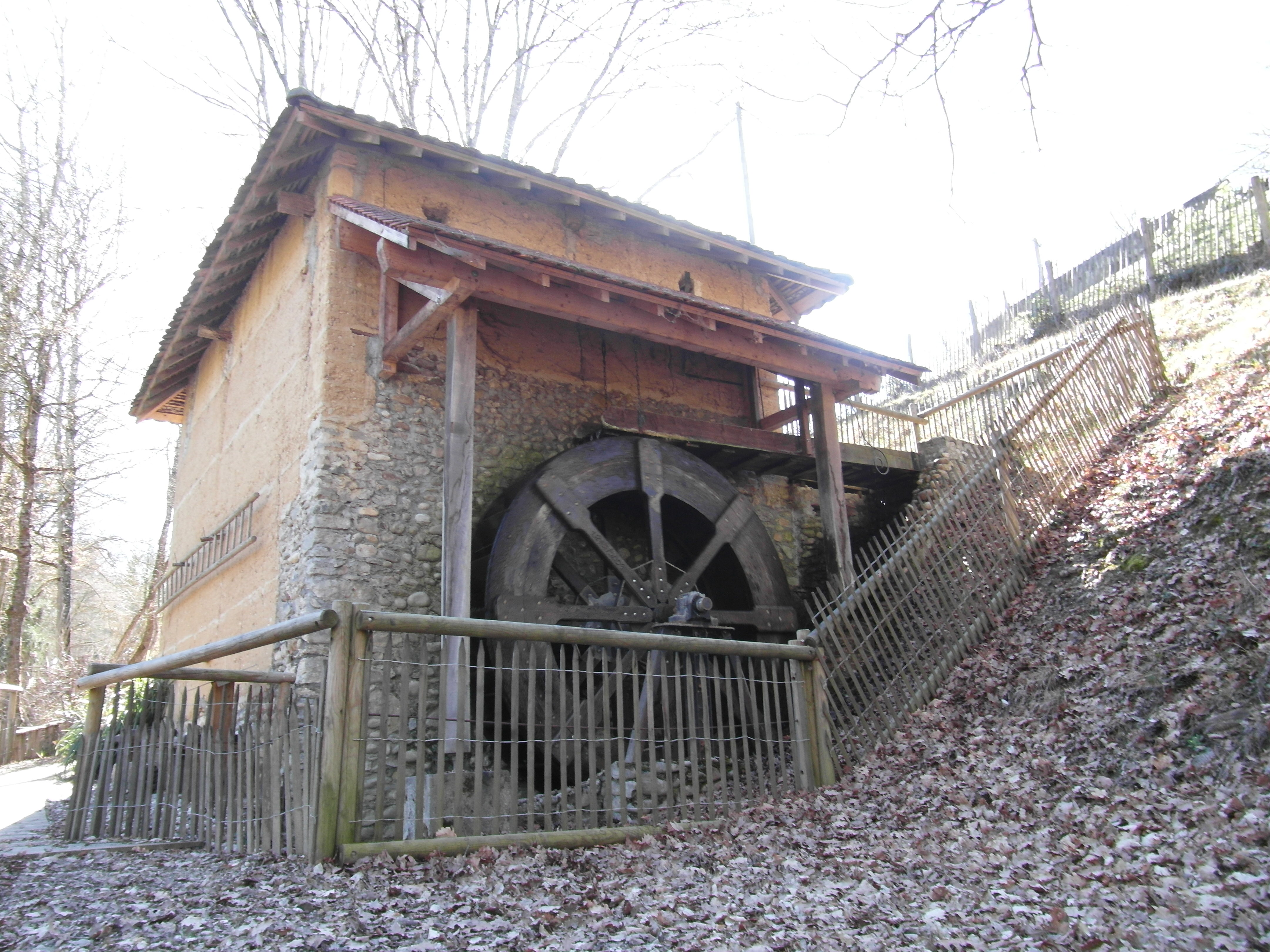
Wassermühle Lapérouse
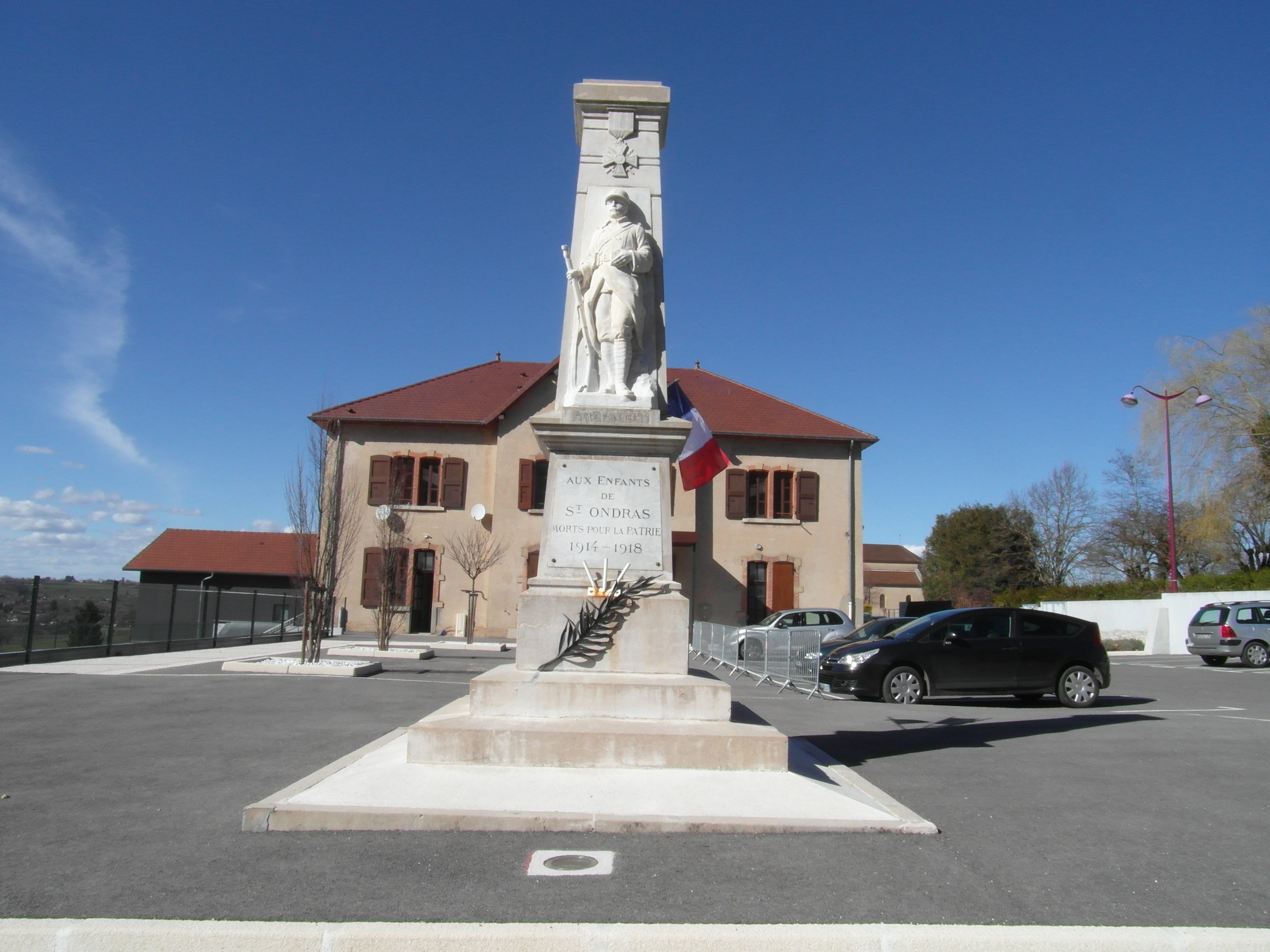
Gefallenendenkmal